# Loukas Vyntra
Loukas Vyntra (řecky Λουκάς Βύντρα, * 5. února 1981, Město Albrechtice jako Lukáš Vydra) je bývalý řecký fotbalista českého původu. Hrál na postu obránce nebo defenzivního záložníka.
Narodil se v Československu českému otci a řecké matce, v roce 1990 se rodina přestěhovala do Řecka.

## Klubová kariéra
S fotbalem začínal v klubu TJ Dakon Město Albrechtice. Jeho prvním řeckým klubem byl AO Paniliakos, v roce 2004 přestoupil do Panathinaikos FC. S tímto mužstvem získal dva mistrovské tituly, zahrál si i Ligu mistrů, kde skóroval v zápase proti Arsenalu. V roce 2013 přestoupil do španělského Levante UD.

## Reprezentační kariéra
V A-mužstvu Řecka debutoval 8. 6. 2006 proti Ukrajině.
Za řeckou reprezentaci se zúčastnil EURA 2008, MS 2010 v Jihoafrické republice a MS 2014 v Brazílii, kde Řekové dosáhli svého historického maxima – poprvé na světových šampionátech postoupili do osmifinále (ze základní skupiny C), tam byli vyřazeni Kostarikou v penaltovém rozstřelu poměrem 3:5 (stav po prodloužení byl 1:1, na šampionátu Vyntra neodehrál ani minutu).
Hrál také za reprezentaci do 23 let na letní olympiádě v Aténách.[zdroj?]